# Грицюк Владилен Григорович
Владилен Григорович Грицюк (9 березня 1933, Томашпіль — 11 серпня 2004, Київ) — український радянський співак (бас), народний артист УРСР з 1978 року. Батько співака Григорія Грицюка.

## Життєпис
Народився 9 березня 1933 року в селищі Томашпілі Вінницької області. У 1954—1957 роках — соліст Львівської опери. Виступав як концертний співак. Лауреат Світового фестивалю молоді та студентів у Москві (друга премія, 1957). У 1959 році закінчив Київську консерваторію (клас Дометіяй Євтушенка).
В 1957—1993 роках працював у Київському театрі опери і балету. Член КПРС з 1963 року.

Могила Владилена Грицюка.

З 1980 року — викладач Київського педагогічного інституту імені Драгоманова.
Мешкав у Києві. Помер на 72-му році життя 11 серпня 2004 року. Похований разом з молодшим сином на Байковому кладовищі (ділянка № 49б, 50°25′2.38″ пн. ш. 30°30′4.38″ сх. д. / 50.4173278° пн. ш. 30.5012167° сх. д.).

## Партії
- Тарас («Тарас Бульба» Лисенка);
- Виборний («Наталка Полтавка» Лисенка);
- Карась («Запорожець за Дунаєм» Гулака-Артемовського);
- Кончак («Князь Ігор» Бородіна);
- Іван Хованський («Хованщина» Мусоргського);
- Мефістофель («Фауст» Гуно) та інші.